# Bretons insulaires
Pour les articles homonymes, voir Breton (homonymie).
Cet article traite des anciens Bretons  habitant de l'île de Bretagne ou Grande-Bretagne avant l'invasion saxonne. Pour les habitants de la Bretagne, voir Bretons.
Les Bretons (en latin : Britanni) sont les habitants de l'île de Bretagne (en latin : Britannia) durant l'Antiquité,. Les Bretons ont été partiellement romanisés à l'époque romaine. Les langues brittoniques parlées par les Bretons dans l'Antiquité et au Moyen Âge sont les ancêtres des langues brittoniques qui ont survécu jusqu'à l'époque moderne : le gallois, le breton et le cornique. Cependant, selon Tacite (De vita Agricolae), la langue insulaire courante (« common brittonic » en anglais) de l’Antiquité ressemblait fortement au gaulois continental de l’époque. La diversification vers les langues celtiques d’aujourd’hui aurait eu lieu pendant et après la chute de l’Empire romain.
Au cours de l'Antiquité tardive, la propagation des cultures des Scots, des Pictes et des Anglo-Saxons a déplacé les Bretons d'une grande partie de la Grande-Bretagne. Les Bretons ont par la suite propagé leur propre culture en Europe continentale, peuplant l'ouest  de l'Armorique, qui prend alors le nom  de Bretagne,. Les noms gréco-romains « Îles Britanniques » et « Grande-Bretagne » sont tous deux dérivés du nom antique des Bretons. À son tour, le démonyme correspondant du peuple britannique moderne est issu de la même source.
Par la suite arrivent et s'ajoutent :
- les Romains auxquels se mêle une partie des Bretons insulaires ;
- les Angles et les Saxons sur les côtes est de l'île de Bretagne ;
- les Jutes sur les côtes sud-est ;
- les Scots venus d'Irlande sur les côtes nord-ouest de l'île de Bretagne ;
- les Scandinaves sur les côtes nord et nord-est de l'île de Bretagne ;
- les Normands ;
- les Flamands, arrivés après la conquête normande, et dont certains seront par la suite installés dans le sud du Pays de Galles[8],[9].

Ainsi, la définition du peuplement de l'île de Bretagne pose la double question de son caractère celtique et de sa part d'autochtonie, surtout si l'on prend en compte le fait que les Celtes, venus d'Europe centrale, n'ont peuplé l'île qu'au IVe siècle av. J.-C. et y ont trouvé des populations antérieures de culture campaniforme habitant l'île depuis 2900 av. J.-C. et qui, venues d'Europe orientale, avaient elles-mêmes succédé à la civilisation des mégalithes, qui commence vers 4 200 BC,.
Cette question des origines doit être considérée pour deux périodes distinctes qui ensemble durent près de mille ans : avant la conquête romaine d'une part, et durant le haut Moyen Âge d'autre part.

## Origine du nom
La première référence connue aux habitants de la Grande-Bretagne provient du récit du voyage de Pythéas, un géographe grec originaire de Massalia, l'antique Marseille qui a fait un voyage d'exploration autour des Îles Britanniques entre 330 et 320 av. J.-C. L'ouvrage de Pythéas, De l'Océan (Περί του Ωκεανού, Perì toû Ôkeanoû) a disparu, mais plusieurs auteurs antiques nous en ont transmis des bribes, principalement le géographe Strabon; Ératosthène, Polybe, Diodore de Sicile et Pline l'Ancien. Pythéas appelle les îles αἱ Βρεττανίαι (ai Brettaníai traduit en « îles Britanniques ») mais utilise également le terme Pretannike (en). Les peuples de ces îles sont désignés comme Πρεττανοί (Prettanoí), Priteni, Pritani ou Pretani, peut-être transmis à Pythéas par les gaulois et peut-être de même étymologie que πρυτανεία (prytania : « élite », qui est aussi l'une des significations possibles du mot « celtes ».
Quoi qu'il en soit, dans l'Empire romain, le nom latin des îles est Brittanniae.
La Chronique anglo-saxonne, dont la rédaction est ordonnée par le roi Alfred le Grand à la fin du IXe siècle, commence par cette phrase : « L'île Grande-Bretagne a 800 miles de long et 200 miles de large, et il y a dans l'île cinq nations : l'anglais, le gallois, les écossais, les pictes et le latin. Les premiers habitants étaient les Britanniques, venus d'Arménie qui ont d'abord peuplé la Grande-Bretagne par le sud. » (« L'Arménie » est peut-être une transcription erronée de l'Armorique, région du nord-ouest de la Gaule).
Dans l’Historia regum Britanniae, Geoffroy de Monmouth rapproche le nom de Bretagne à une fondation du royaume de la même île par Brutus de Troye, présenté comme fils d'Ascagne.
Au Moyen Âge, les Normands en Angleterre appellent les Bretons insulaires ‘les bretouns.’ Dans la romance Fouke le Fitz Waryn par exemple: ….la Blanche Launde, que jadys fust a un Bretoun, Meredus fitz Beledyns… Ou encore … Lors enquist le roy de un Bretoun coment la ville avoit un nom…..Les bretons armoricains sont plutôt des 'bretons': 'Mult bien le firent Breton' (Gaimar à propos de Alain le Roux) ou 'bretuns: 'Un lai en firent il Bretun' (Les Dous Amanz). 'D’un mout ancien lai bretun' (Marie de France). Ces termes anglo-normands sont aussi, peut-être génériques; ‘En grant travail entrent bretun.’
En anglais, le terme « britannique » désigne à l'origine les anciens Britanniques, plus particulièrement les Gallois, considérés comme leurs héritiers . Après les Actes d'Union (1707), les termes British et Briton s'appliquent à tous les habitants du royaume de Grande-Bretagne.
Le mot gallois Brython est introduit dans l'usage de l'anglais par John Rhys en 1884 pour identifier sans ambiguïté les locuteurs brittoniques des locuteurs Gaels.

## Origines protohistoriques
Les Bretons, c'est-à-dire les habitants de Grande-Bretagne vivant immédiatement avant la conquête romaine, comprenaient de nombreux peuples et tribus dont le caractère celtique est avéré, notamment dans le sud de l'île et à l'embouchure de la Tamise ; pour autant « quand et comment les îles – Bretagne et Irlande – devinrent celtiques ? » est une question discutée (Barry Raftery).
Des relations continues avec le continent existaient durant la période de Hallstatt (au premier âge du fer) et à l'époque de la Tène, une métallurgie du fer existe dans les deux îles (dès le VIIe siècle avant notre ère en Irlande). Mais il faut attendre le IVe siècle avant notre ère (et le IIe, voire le Ier siècle en Irlande) pour que le matériel archéologique comprenne une production métallurgique laténienne, celle-ci faisant totalement défaut pour La Tène ancienne. Dans le même temps, la société de l'époque nous donne de nombreux indices d'une hiérarchie très forte, dominée par une classe aristocratique à même d'importer de tels objets du continent.
À la fin du IIIe siècle avant notre ère, des émissions de monnaie ont lieu dans le sud de l'île de Bretagne, aucune monnaie (pour la période correspondant à la période pré-romaine de l'île de Bretagne) n'ayant été découverte en Irlande.

## L'Âge du Fer

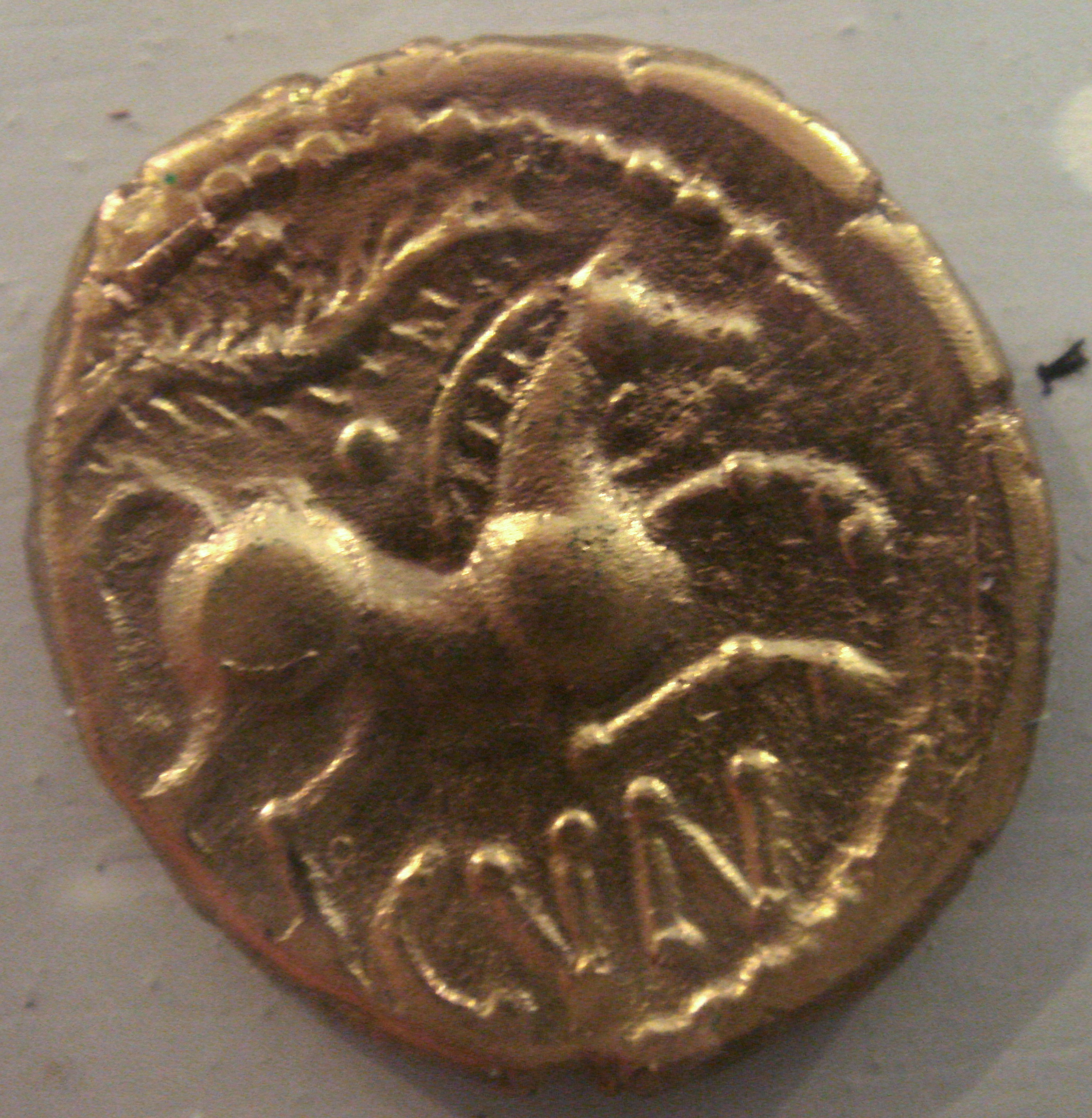
Pièce Trinovante

Jules César mène une expédition sur l’île de Bretagne en -54 et trouve une population très dense sous la commande du roi Cassivellaunus. Normalement désunis, ils se sont mis sous la commande de ce dernier par crainte des légions. 
Selon César, les gens de Cantium se distinguent des Bretons de l’intérieur par leur civilisation (quasi gauloise) plus avancée. Ceux de l’intérieur se disent (par tradition orale) autochtone. Pourtant, il y a des Belges (installées récemment) de l’autre côté de la Tamise. C’est leur influence qui fait que les pièces de monnaie bretonnes portent des sigles romains.
L’architecture est comme celle des Gaulois et le bétail abonde. Il y a de l’étain à l’intérieur, du fer sur la côte et une monnaie fabriquée de cuivre, d’or ou de fer. Il y a une interdiction de manger le lièvre, la poule et l’oie, bien qu’ils en élèvent pour le plaisir.
Les gens de l’intérieur vivent, pour la plupart, de lait et de viande, et ne sèment pas le blé. Ils s’habillent de peaux.
Les guerriers bretons se donnent une allure bleue, terrifiante, avec un maquillage corporel de la guède. Hormis leurs chevelures longues, et leurs moustaches, ils se rasent toutes les parties du corps.  
Le premier partenaire d’une femme est considéré le père de toutes ses enfants dans leur société promiscue.
Ils construisent des forteresses dans la forêt, qu’ils appellent ‘oppidum’.
Cantium serait sous la domination de : Cingetorix, Carvilius, Taximagulus, Segovax et puis Cassivellaunus. Pourtant, les ennemis de ce dernier vont se soumettre aux Romains, à commencer par les Trinovantes du roi Mandubracios. Les Cénimagnes, les Ségontiaques. les Ancalites. les Bibroques  et les Casses vont suivre son exemple. Cassivellaunus perd une bataille contre les Romains, dans laquelle les envahisseurs capturent un noble breton au nom de Lugotorix. Il décide, donc, de se soumettre lui aussi.
C'est vers la fin de la protohistoire continentale que César mentionne une invasion de l'île de Bretagne par les Belges en -75. Celle-ci, peut-être due à la pression exercée par les Germains sur les Belges, est attestée tant par le mobilier inventé dans le sud-est de l'Angleterre que par l'étymologie et le nom de certaines tribus comme les Cantiaci, les Catuvellauni et probablement les Atrebates.
Selon Diodore, les Bretons insulaires habitent des maisons humbles, construites de roseaux et de rondins. Ils stockent leurs grains dans leurs granges et vivent ainsi, en broyant les têtes mures de leurs récoltes tous les jours. Ils mènent une vie simple, loin de la sagacité et vice des continentaux. Ils sont modestes car ils ne connaissent pas le luxe qu’engendre la richesse. Leur population est grande, et ils sont gouvernés par un grand nombre de rois et de potentats qui coexistent généralement en paix. 
Les gens de Belerium sont très accueillants grâce à leurs interactions fréquentes avec les étrangers. L’extraction et fabrication de petits morceaux d’étain est leur spécialité. Un commerce avec le continent est pratiqué sur l’île d’Ictis, et ces Bretons livrent leurs biens jusqu’à l'embouchure du Rhône. 
En 43, à la demande roi exilé Bericus, l’empereur Claude décide de conquérir l’île véritablement. Selon Tacite, les Bretons insulaires sont superstitieux, courageux d’esprit (mais timides quand l’heure arrive), belliqueux de nature (comme les gaulois d’antan) mais paresseux en captivité, et certains d’entre eux utilisent des chars pour faire la guerre. (Mela confirme que les Bretons utilisent des chars (covinus) pour faire la guerre, et ajoute que comme ceux des gaulois, ils sont équipés de faux sur les essieux). Ils sont généralement tolérants, mais ne supportent pas l’oppression. Ils ont une attitude relativement féministe concernant la succession royale. Les calédoniens ont des cheveux roux, comme les germains, alors que les silures, plutôt foncés, ont souvent des cheveux bouclés comme les Ibères. 
En contraste avec le sud, qui se constituait de plusieurs royaumes indépendants, ce qui est maintenant le nord de l’Angleterre était sous la domination d’une fédération qui s’appelait les Brigantes. Ce territoire est le pays plus prospère de l’Île. Grâce à l’incapacité des Bretons du sud de s’unir, les Romains ont pu trouver des alliés fidèles comme le roi Cogidumnus.
Néanmoins, il est probable que le roi Cunobelinos a réussi à unir les Trinovantes avec les Catuvellauni, créant ainsi une fédération puissante dans le sud (sa capitale à Camulodunum), au début du premier siècle. Pourtant, son royaume se divisait encore après sa mort entre ses fils, Togodumnus et Caratacos. (Cassius décrit comment les deux frères fuirent devant l’armée de Plautius, et Togodumnus mourut par la suite).  Cependant, Caratacos obtient une célébrité étonnante, jusqu’en Italie, par ses exploits militaires subversives. Il mène les Silures dans un combat acharné contre l’empire romain chez les Ordivices en 51. Après sa défaite, sa famille est enlevée et amenée à Rome. Lui, il réussit à fuir vers le nord, et sollicite l’aide de la reine Cartimandua. ‘Vinctus’ (lié ou enchainé), il est amené à Rome. Pourtant il y retrouve sa famille. Lors d’un spectacle, devant l’empereur, il va plaidoyer sa cause personnelle avec succès. Pourtant, encouragé par la notoriété de Caractacos, les Silures continuent leur résistance.  Tacite décrit comment Cartimandua conclut un arrangement avec l’empire romain afin de garder une autonomie relative, et de profiter ainsi de ses bienfaits. Son mari Venutius, roi des Venutii se rejoint aux indépendantistes, après avoir divorcé la reine romanophile. Elle quitte le royaume de son mari avec son écuyer Velocatos, accompagnée aussi des frères du roi (par manigance). Elle partage le pouvoir (ainsi que son lit) avec Velocatos, ce qui enrage ses citoyens. Une guerre civile s’ensuit, et elle sollicite l’aide des Romains contre son ancien mari.
En 60, les Romains trahissent leur accord avec le roi fidèle Prasutagos des Iceni après sa mort. Sa femme Boadicée, après avoir subi une humiliation, monte une insurrection fulgurante. Elle meurt en 61 après sa défaite, à la bataille de Watling Street.
Après de nombreuses rébellions chez les Brigantes, les Romains parviennent à maîtriser le nord, et avec l’arrivée d’Agricola, ils maîtrisent finalement les Ordovices, et s’emparent de l’Île de Mona.
Désormais, le général va pouvoir tourner ses opérations vers la Calédonie.
Selon Dion, lors de son discours de ralliement aux Bretons, Boadicée énuméra les différences entre ceux-ci et les Romains: Les autochtones auraient la capacité de faire la guerre, et nager, sans vêtements; se baigner dans l’eau froide; survivre sans pain au levain, sans vin, sans huile et sans maisons. Il prétend qu'elle se moqua des envahisseurs en les traitant de pédophiles homosexuels efféminées (surtout l’empereur Néron). Ces derniers seraient aussi moins courageux, et supportent moins bien la faim, la soif, le froid et la chaleur.

Selon Solin, les Bretons insulaires refusent souvent l’argent, et privilégient l’échange de biens. Ils donnent et reçoivent librement(XXII).
Archéologie

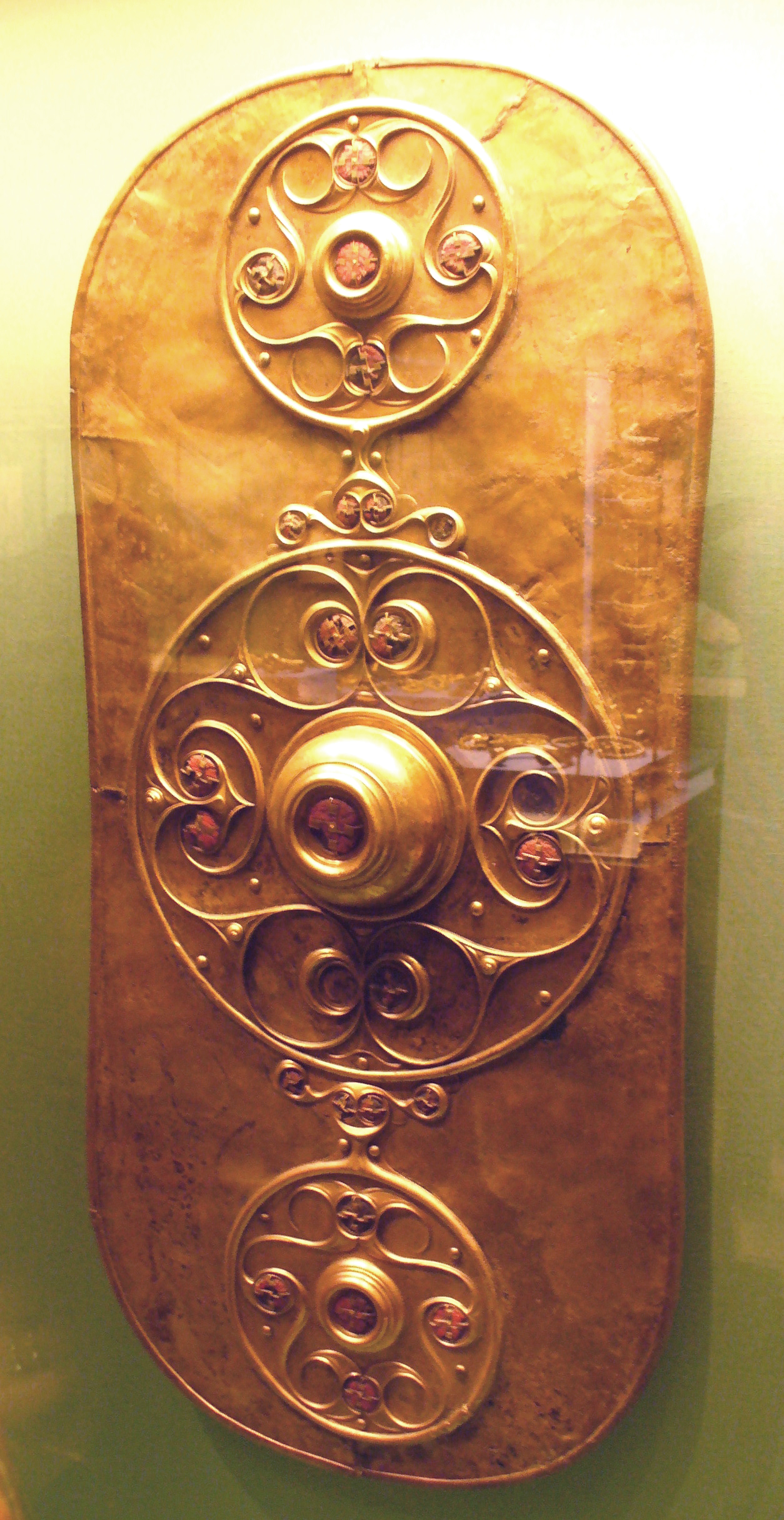
Bouclier de Battersea.

Nombreuses sont les découvertes archéologiques concernant les bretons insulaires, parmi lesquelles:
Chars: Newbridge, Garton Slack 1997, Wetwang Slack (en) 2001 (3 chars); Ferry Fryston (en) 2003, nécropole de Pocklington (en) 2017.
Guerriers: Owslebury (épée, fourreau et bouclier en bois, fer de lance…), Acklam 1980 (épée),  Whitcombe 1967 (broche, fer de lance, épée),. Le bouclier de Wandsworth (en) 1849 et le bouclier de Battersea 1857 (boucliers sans squelettes):
Bateaux: Magor 1993, pirogue monoxyle d'Hasholme (en) 1984, Must Farm,.
Forteresses bretonnes: Angleterre, Ecosse, Pays de Galles. Sites romains.
L’existence de certains rois légendaires comme Tasciovanos a pu être confirmé par la découverte des pièces de monnaie.

## Religion

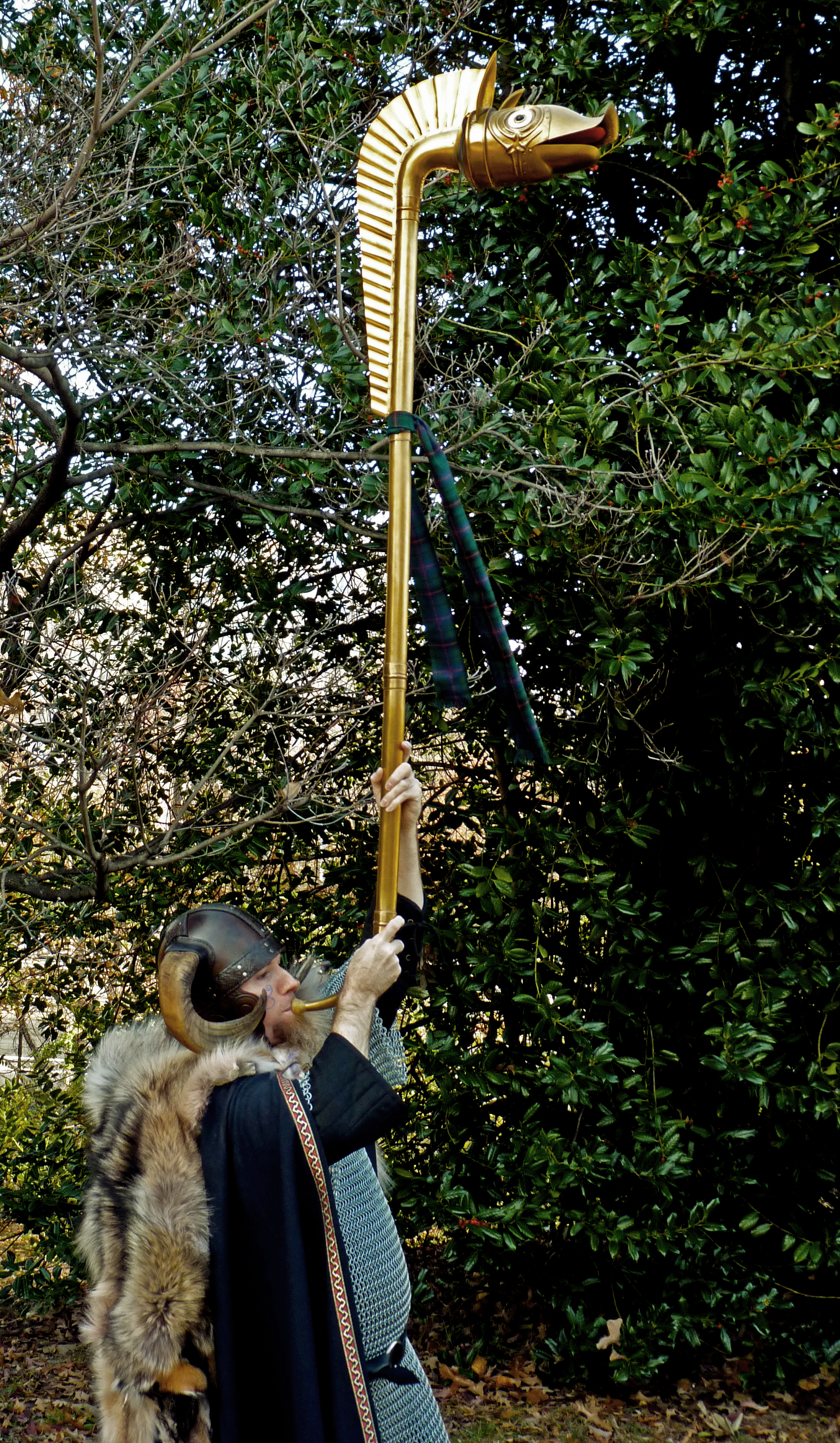
Carnyx

Aussi selon Solin, les Bretons insulaires préservent les traditions, et vénèrent leurs dieux avec circonspection. Les hommes, tout comme les femmes, ont la capacité de voir l’avenir.
Selon Tacite, leur religion est comme celle des Gaulois. Selon Diodore, ceux-ci croyaient que l’âme est immortelle et qu’après un certain temps après la mort, elle passe dans un autre corps. Ils méprisent la mort si bien qu’ils peuvent faire la guerre sans protection, et rien sauf un pagne pour vêtements. Ils ont une tradition de trophée macabre après un combat.
Ils ont une culture savante dont les bardes sont les poètes / musiciens, et les Druides les philosophes / prêtres. (La tradition gauloise des druides vient de l’île de Bretagne selon César). Ils ont aussi des maîtres prophètes qui révèlent l’avenir à partir des chants et des vols d’oiseaux, et l’abatage des animaux sacrés. La façon de mourir, les gémissements et la coulée du sang, sont considérés des témoins d’augure. En circonstances graves, ce rite est aussi pratiqué sur les humains (d’une manière similaire aux Aztèques). Les druides parlent la langue des dieux, et doivent être présents à tout sacrifice humain afin d’assurer une action de grâce acceptable. Les bardes sont aussi très respectés, si bien qu’ils peuvent s’interposer pendant une bataille pour partager leur sagesse, sans que les combattants se plaignent d’une pause obligatoire dans leurs combats, d’où la phrase 'Mars Reveretur Musas.' Toutefois, Boadicée méprise les talents musicaux douteux de l’empereur Néron, en le traitant de ‘femme’. En ce qui concerne la musique des Bretons insulaires, il existe des découvertes archéologiques, parmi lesquelles:
Un carrnyx a été découvert à Deskford, en Ecosse, en 1816.
Une flûte, fabriquée d’un tibia de mouton, a été découvert en 1950 à Malham (qui faisait partie du royaume breton de Craven).
Dans le poème gallois Y Goddidin, après une bataille, Rhuvawn donne ‘de l’or à l’autel, et des cadeaux et des pierres précieuses au musicien.’ 
Tacite décrit comment les druides de Mona ont pu terrifier les soldats romains avec des malédictions, leurs bras levés vers le ciel. Il précise qu’ils avaient sacrifié leurs captifs sur l’autel en laissant celui-ci couvert de sang, afin de consulter les dieux avec les entrailles des victimes. 
Selon Cassius, Boadicée devine l’avenir en relâchant un lièvre depuis sa robe. Celui-ci file dans le sens du bon augure, et la foule crie de joie. Ensuite, elle implore la déesse de guerre Andraste. L’historien prétend que les Bretons empalent leurs captives après la révolte.
Paulinus menace ses soldats en leur disant que capturés ils seraient empalés, à ‘regarder nos entrailles coupées de nos corps, être rôti à la broche et mourir fondu à l’eau bouillante.’
Avec l’arrivée des Romains, les Bretons insulaires se sont romanisés, mais pas complètement. Dans le nord d’Angleterre, une inscription de l’époque d’Aurélien (C.208) a été retrouvée, qui associe la déesse celtique Brigantia avec la Victoire des Romains. D’ailleurs huit autres inscriptions à Brigantia ont été trouvées outre-Manche. D’autres divinités des Bretons insulaires incluent  Manawyddan, Pryderi, Don, Bran, Math, Llew Llaw Gyffes, Rhiannon Verbeia, Daron, Camulos.....
Avec la succession de l’empereur Constantin, le christianisme remplace les polythéismes à travers l’empire occidental. Nombreux sont les saints dont les légendes témoignent de leurs racines bretonnes insulaires : St Gildas, St Patrick, St Pol, St Hervé, St Samson, St Suliac, St Serf, St Triduana, St Tugdual, St Nennocha, St Bieuzy, St Léonore, Enora, femme de St Efflam ….  
Pourtant, Gildas parle des idoles diaboliques de son pays, et condamne ses compatriotes pour leur manque de piété, (notamment la ‘lionnesse trompeuse’ Boadicée). Il parle de la tyrannie de Dioclétien, et la ruine des églises sous sa dictature. Il parle des saints bretons Alban de Verulam, Julius et Aaron de Caerleon, et d’autres qui ont défendu le christianisme, et le bonheur de la situation avant la ‘trahison arienne’ (et l’invasion des Pictes, Scots et la disparition des Romains). Seule l’arrivée des Anglo-saxons est encore plus méprisable : ‘Féroce et impie, une race odieuse à dieu comme aux hommes.’ 
Pourtant, ces derniers adoptent  à leur tour le christianisme après avoir colonisé une grande partie du pays, mais il y a un renouvellement du druidisme en Angleterre depuis le Pays de Galles avec la contre invasion du roi Cadwallo. Les rôles s’inversent, et Bède traite les Bretons de ‘race perfide’ d'après sa description de la bataille de Chester.

## Pictes, Calédoniens et peuples «non celtes»
Les Bretons sont également à distinguer de peuples ou de groupements de peuples connus à travers les sources antiques à la période romaine et dont l'identité est soit incertaine, soit non-celtique : 
- Les Pictes apparaissent pour la première fois dans un Panégyrique de 297-98 apr.J.-C.[30]. Ils sont souvent présentés comme les premiers habitants indigènes de l'île de Bretagne qui auraient été repoussés dans le nord de l'île à une époque inconnue. En fait, le nom de Pictes, terme d'origine latine évoquant la peinture bleue dont ils s'enduisaient le corps[61], servait à désigner les populations établies au nord du mur d'Hadrien durant la période romaine, puis dans le nord et l'est de l'Écosse à l'époque de Bède le Vénérable, sans que leurs apparentements, leurs langues ou leurs origines soient départagés ;
- de même, le nom de Calédoniens – c'est-à-dire les habitants de la Calédonie, soit le nom antique de l'Écosse – a pu désigner des Pictes ou d'autres peuples non celtes. Bède pense que les Pictes sont originaires de la Scythie[62], mais enfin la légende de la princesse Scota attribue, parfois, la même origine aux Scots[63].

Pourtant, les Pictes sont ‘courts, la tête ronde d’un teint foncé’ alors que les Calédoniens sont grands (du moins les membres) avec des cheveux roux. Puisque César stipule que tous les Bretons s’enduisent en bleu, on pourrait supposer que les Pictes sont donc simplement des Bretons non romanisés. Cependant, Nennius prétend qu'ils arrivèrent huit cents ans après les Bretons (troyens), et qu'ils s'installèrent aux Orcades avant de peupler l'Ecosse ce qui leur prête une identité à part qui perdure.

## Migrations celtiques au haut Moyen Âge
À partir du milieu du Ve siècle, de nouveaux envahisseurs germaniques, les Anglo-Saxons repoussèrent progressivement les Bretons du sud et de l'est vers l'ouest de l'île de Bretagne tandis que les Irlandais effectuaient des raids sur la côte ouest de la Bretagne (c'est d'ailleurs à cette occasion que saint Patrick, qui était breton, fut capturé). Ils finirent par fonder de véritables principautés sur les côtes galloises et écossaises ; si les premières furent finalement écrasées, les secondes donnèrent naissance à l'Écosse par la fusion du Dal Riada avec les royaumes brittoniques du nord. Durant cette période sur laquelle les sources fiables font défaut (ce sont les « âges sombres » ou Dark Ages de l'historiographie anglaise), des populations celtes peu romanisées établirent de nombreux « royaumes celtiques » dans l'île, notamment dans le pays de Galles et d'autres migrèrent en Irlande. De même, là se trouve probablement la cause première d'une émigration en masse de Bretons vers la péninsule armoricaine, celle-ci prenant alors le nom de Bretagne.

### Les Scots: des envahisseurs celtes
C'est également au haut Moyen Âge que des Celtes venus d'Irlande, les Scots s'établirent dans le nord-ouest de l'île de Bretagne. Les 'scotus' apparaissent (comme les pictes) pour la première fois, dans le même Panégyrique de 297-9 apr.J.-C. Ils donnèrent par la suite leur nom à la Calédonie qui devint l'Écosse. Cela explique, après le VIIe siècle, la présence dans l'île de groupes celtiques qui ne se comprenaient pas (Saint Colomban) : les uns parlant une langue brittonique, les autres parlant une langue gaélique. Selon Ammien Marcellin, les Scots (ainsi que les Attacotti) auraient accompagné les Pictes (Dicalidones et Vecturiones) dans une expédition de pillage jusqu’à Augusta en 368. 
Gildas parle de trois invasions Picte/Scot avant l’arrivée des saxons(14-19). En Écosse l’archéologie a montré qu’une bataille a eu lieu à Carrick, le lieu ou des légendes locales racontent la fin du roi Coel Hen, ainsi que sa mort à Coilsfield,. 

### Invasions germaniques

Contexte impérial des incursions germaniques vers 450.

Les ‘Anglo-Saxon Chronicles’ nous racontent leurs conquêtes ainsi : 
- 449 Le roi breton Vortigern demande l’aide des Angles. Ils viennent en 3  bateaux depuis le Danemark et reçoivent des terres dans le Kent en récompense. (Cet évènement est aussi documenté par Gildas le sage[70].)
- 455 Les Angles, renforcées par des immigrations de ‘Vieux Saxons’ et Jutes attaquent et tuent Vortigern.
- 456 Les bretons abandonnent le Kent après la bataille de Crayford (Crecganford), et se réfugient à Londres.
- 465 Bataille de Wippedesfleot (en) (défaite pour les gallois).
- 473 Déroute galloise devant Hengist et Aelle (chefs saxons de guerre).
- 477 Prise de Cymenshore (en) (Cymensora) par Aelle (défaite pour les gallois).
- 485 Bataille de Merecredesburna.
- 491 Massacre de Anderida.
- 495 Bataille de Cerdicesora (indécis) sous Cerdic et Cynric.
- 501 Assassinat d’un noble breton par Port à Portsmouth.
- 508 Massacre et assassinat du roi breton Natanleod (ou Natanload) par Cerdic et Cynric[71].
- 514 Nouvelle invasion saxonne à Cerdicesora.
- 519 Établissement du royaume Saxon de Wessex à Cerdicesford sous Cerdic et Cynric[71].
  - 521* Bataille du mont Badon entre les Bretons et les Saxons. (victoire bretonne omis dans les ASC)[55].
  - 527 Bataille de Cerdiceslea sous Cerdic et Cynric[71].
  - 530 Bataille à Carisbrooke et annexion de l’île de Wight par Cerdic et Cynric[71].
  - 552 Bataille de Sarum (Salisbury) (défaite pour les bretons par Cynric)[71].
  - 556 Bataille de Beran Byrig (en) (Barbury) (défaite pour les bretons par Cynric et Ceawlin)[71].
  - 560 Aelle devient le roi du royaume qui deviendra la Northumbrie[71].
  - 577 Bataille de Dyrham (Deorham) qui coupe les Bretons du comté de Devon et de Cornouailles (Domnonée) de leurs compatriotes du Pays de Galles. Annexion de Gloucester, Cirencester et Bath par Cuthwine (en) et Ceawlin[71].
  - 583 Établissement du royaume Mercia[71].
  - 584 Bataille de Fethanleag (victoire pour Ceawlin)[71]  .
  - C.615 Massacre à Chester par Aedilfrid[60].
  - 620 Défaite du roi breton Cereticus; annexion de Barwick in Elmet (près de Leeds)[55].
  - 633 Bataille de Hatfield (victoire pour l’alliance Gallo-Mercian)[55],[71].
  - 634 Siège de York (défense réussi du roi gallois Cadwallader)[55].
  - 634 Bataill de Heavenfield; mort du roi Cadwallader[55]. Ce roi est le roi Cadwallon des sources galloises. Cadwaladr, son fils, est considéré l’ancêtre de roi Henri VII.
  - 642 Bataille de Maserfield.
  - C.642 annexation (supposé) du royaume de Rheged en raison du marriage de la princesse bretonne Rieinmelth avec le roi Oswiu[72].
  - 658 Bataille de Penselwood (défaite galloise)[71].
  - 670 Ecgferth, fils d’ Oswiu et sa troisième épouse (anglo-saxonne), succède en Northumbrie[71].
  - 722 date probable de la défaite du roi breton Gerren des Dumnonii par Ine de Wessex[73]. Pourtant, la bataille de Hehil est une victoire bretonne selon les annales cambriae.
  - 779 La construction de la Digue d'Offa concrétise la séparation des deux peuples[74].
- (*516 dans les Annales Cambriae. D'ailleurs la source galloise confirme que c'est la douzième bataille. Selon Gildas, 44 ans après l'arrivée des saxons[75] ).

## Héritage
Les trois langues brittoniques représentent les trois branches héritières des anciens Bretons insulaires[pas clair] :
- la langue galloise, langue officielle du Pays de Galles qui possède son Parlement ;
- la langue cornique, en Cornouailles, disparue au XVIIIe siècle mais pour laquelle on dispose de textes relativement nombreux ;
- la langue bretonne, non officielle et en recul constant, des Bretons de Bretagne armoricaine, les seuls à avoir conservé le nom originel du peuple et de sa langue.

Le nom de Bretagne, du latin Britannia, qui désigne simplement le pays des Bretons, est conservé dans celui de deux territoires géographiquement et politiquement distincts, celui de l'île de Grande-Bretagne au nord de la Manche, et celui de la Bretagne au sud.
Une étude de 2022 montre que l’est de l’Angleterre a vu une altération à la hauteur de trois quarts de la population entre 450 et 850 apr.J.-C. Cette concentration ‘anglo-saxonne’ diminue au fur et à mesure vers l’ouest et le nord, l’Écosse, le Pays de Galles ayant retenu la plus grande partie du génome des insulaires[style à revoir] .